# Самый меткий
«Самый меткий» (англ. The Shootist) — вестерн режиссёра Дона Сигела по одноимённому роману Глендона Свортаута. Последняя роль в кино Джона Уэйна.

## Сюжет
Фильм начинается нарезкой кадров из ранних вестернов с участием Уэйна, в которой рассказывается история легендарного стрелка Дж. Б. Букса. 22 января 1901 года он приезжает в Карсон-Сити (Невада), где узнаёт от своего старого товарища доктора Хостетлера, что неизлечимо болен раком. Букс снимает комнату в доме вдовы миссис Роджерс. Он желал бы закончить свои дни в покое, но прошлое не даёт ему этой возможности…

## В ролях
- Джон Уэйн — Джон Бернард «Джей-Би» Букс[3]
- Лорен Бэколл — Бонд Роджерс
- Рон Ховард — Гиллом Роджерс
- Джеймс Стюарт — доктор Хостетлер
- Ричард Бун — Майк Суини
- Хью О’Брайан — Джек Пулфорд
- Гарри Морган — Уолтер Дж. Тибидо, городской маршал
- Джон Кэррадайн — Хезекайя Беккум, гробовщик
- Шири Норт — Серепта
- Скэтмэн Крозерс — Мозес Браун
- Билл Маккинни — Джей Кобб
- Мелоди Томас Скотт — девушка в трамвае

## Производство
Фильм стал своеобразным эпилогом длительной и славной карьеры Джона Уэйна, начавшейся в эпоху немого кино и увенчавшейся вручением актёру «Оскара» за лучшую мужскую роль в 1970 году. В 1964 году у Уэйна было удалено всё левое лёгкое и несколько рёбер в результате лечения от рака. Однако на момент съёмок «Самого меткого», вопреки многим заблуждениям, актёр не был болен раком. Болезнь (теперь рак желудка) вернулась позднее.
По личной просьбе Уэйна голливудские звёзды — Лорен Бэколл, Джеймс Стюарт, Ричард Бун и Джон Кэррадайн — отказались от участия в других проектах ради съёмок в «Самом метком». В процессе съёмок Уэйн внёс несколько изменений в сценарий. В частности, первоначально «Джей-Би» Букс должен был стрелять в спину Джеку Палфорду, но Уэйн сказал Дону Сигелу: «Мистер, я сделал более 250 фильмов и никогда не стрелял парням в спину. Исправьте это». Сигел отмечал, что некоторые идеи Уэйна ему нравились, некоторые нет, но они «уважали друг друга».

## Награды и номинации
- 1976 — попадание в десятку лучших фильмов года по версии Национального совета кинокритиков США.
- 1977 — номинация на премию «Оскар» за лучшую работу художника-постановщика (Роберт Бойл, Артур Джеф Паркер).
- 1977 — номинация на премию «Золотой глобус» за лучшую мужскую роль второго плана (Рон Ховард).
- 1977 — номинация на премию BAFTA за лучшую женскую роль (Лорен Бэколл).
- 1977 — номинация на премию Гильдии сценаристов США за лучшую адаптированную драму (Скотт Хэйл, Майлз Худ Свортаут).